# Шошельца
Шошельца — река в Архангельской области России, протекает по Верхнетоемскому району. Устье реки находится в 26 км по левому берегу реки Нижней Тоймы. Длина реки — 7 км. К северу от устья реки находится виноградовский посёлок Шошельцы.

## Данные водного реестра
По данным государственного водного реестра России относится к Двинско-Печорскому бассейновому округу, водохозяйственный участок реки — Северная Двина от впадения реки Вычегда до впадения реки Вага, речной подбассейн реки — Северная Двина ниже места слияния Вычегды и Малой Северной Двины. Речной бассейн реки — Северная Двина.
Код объекта в государственном водном реестре — 03020300112103000027470.

## Населённые пункты
- посёлок Шошельцы